# Polytaxis
Polytaxis là một chi thực vật có hoa trong họ Cúc (Asteraceae).

## Loài
Chi Polytaxis gồm các loài: